# Hardencourt-Cocherel
Hardencourt-Cocherel ist eine französische Gemeinde mit 286 Einwohnern (Stand 1. Januar 2022) im Département Eure in der Region Normandie (vor 2016 Haute-Normandie). Sie gehört zum Arrondissement Les Andelys (bis 2017 Arrondissement Évreux) und zum Kanton Pacy-sur-Eure. Die Einwohner werden Hardencourtois genannt.

## Geografie
Hardencourt-Cocherel liegt etwa 22 Kilometer ostnordöstlich von Évreux. Die Eure begrenzt die Gemeinde im Nordosten. Umgeben wird Hardencourt-Cocherel von den Nachbargemeinden Jouy-sur-Eure im Norden und Westen, Houlbec-Cocherel im Osten und Nordosten, Vaux-sur-Eure im Osten und Südosten, Boncourt im Süden sowie Miserey im Südwesten.

## Geschichte
1364 fand hier die Schlacht von Cocherel statt. Das Schlachtdenkmal erinnert an diese Auseinandersetzung des Hundertjährigen Krieges.

## Bevölkerungsentwicklung
| 1962                       | 1968 | 1975 | 1982 | 1990 | 1999 | 2006 | 2018 |
| -------------------------- | ---- | ---- | ---- | ---- | ---- | ---- | ---- |
| 137                        | 137  | 156  | 130  | 207  | 235  | 269  | 2594 |
| Quellen: Cassini und INSEE |      |      |      |      |      |      |      |

## Sehenswürdigkeiten
- Schlachtdenkmal